# كلود غويو
كلود غويو (بالفرنسية: Claude Guyot)‏ هو دراج فرنسي، ولد في 16 يناير 1947 في سافيني سور أورج في فرنسا.

## وصلات خارجية
- كلود غويو على موقع أرشيف الدراجات (الإنجليزية)
- كلود غويو على موقع إحصائيات الدراجات الإحترافية (الإنجليزية)
- كلود غويو على موقع CycleBase (الإنجليزية)